# Large White

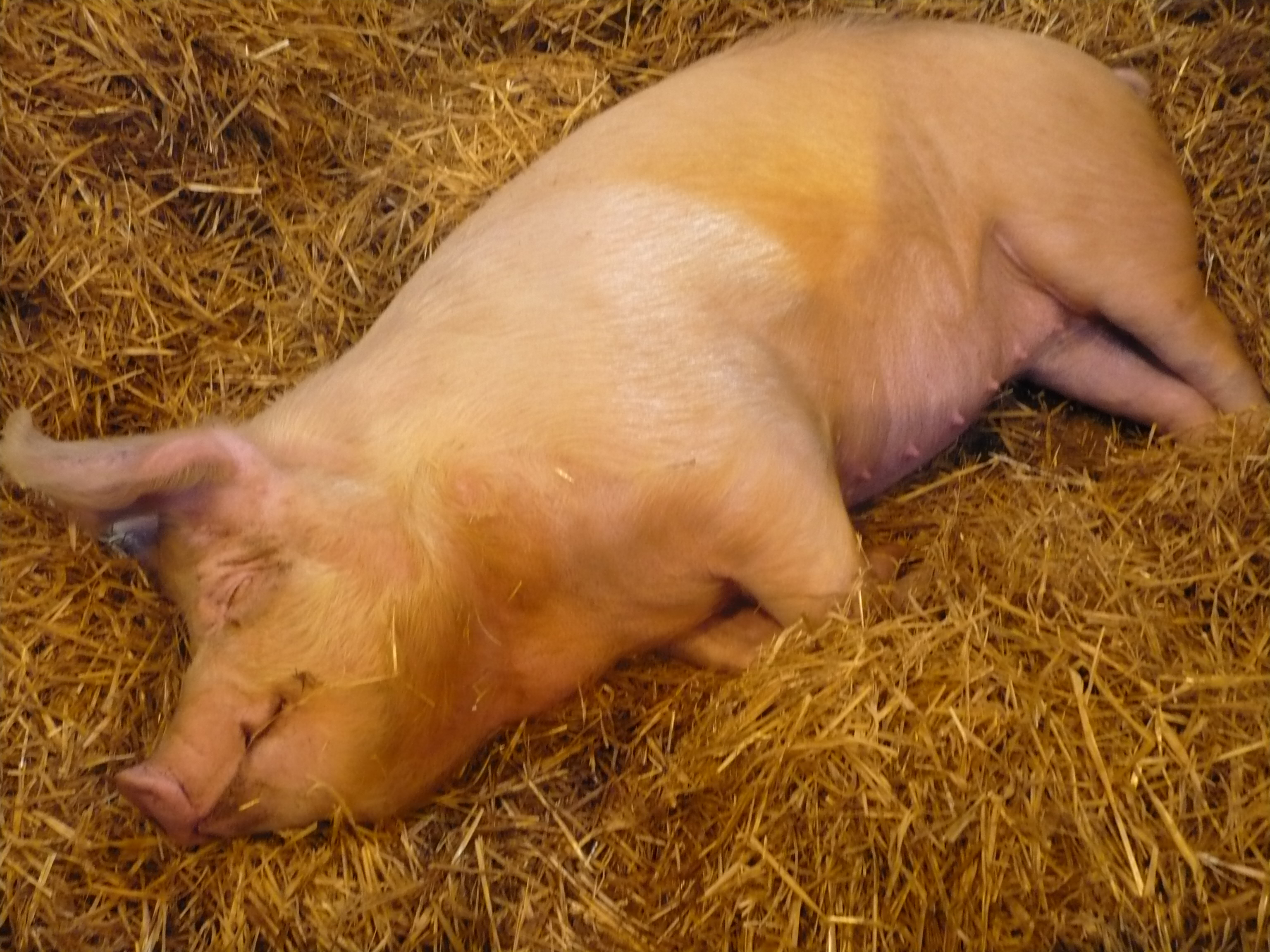

Large White (ook wel Yorkshire genoemd) is een varkensras dat oorspronkelijk uit Yorkshire, Engeland komt. Het ras wordt veel gebruikt in de moderne, intensieve varkenshouderij door haar hoge vruchtbaarheid en goede moedereigenschappen. Het varken is geheel wit, met rechtopstaande oren.

## Geschiedenis
Het ras werd voor het eerst erkend in 1868. Het eerste stamboek werd opgericht in 1884. Het varken werd in de 19e eeuw al veelvuldig geïmporteerd uit Engeland.